# Fired
Fired är en svensk kortfilm från 2010 i regi av Birgitta Åkesson. I rollerna ses bland andra Lotta Tejle, Björn Granath och Victor Linnér.

## Handling
Filmen handlar om Gullevi och vad som händer när man håller tillbaka känslor.

## Rollista
- Lotta Tejle – Gullevi
- Björn Granath – Frank
- Victor Linnér – Gabriel
- Anna Ulrika Ericsson – Annika
- Cecilia Ljung – Layla
- Harald Hamrell – säkerhetschef
- Mats Rudal – företagsledaren
- Janne Åström – arg kund

## Om filmen
Filmen producerades av Bella Seward för M2 Filmproduktion AB. Manus skrevs av Marianne Strand och fotograf var Olof Johnson. Filmen klipptes av Petra Ahlin och premiärvisades den 1 februari 2010 på Göteborgs filmfestival.